# Karl Larsson (frälsningssoldat)
Karl Anton Alfred Larsson, född 8 maj 1868 i Norra Sandsjö, Jönköpings län, död 16 maj 1952 i Sundbyberg. Gift 1897 med frälsningsofficeren Anna Dahlbom (1873-1943). Han blev frälsningssoldat år 1889, frälsningsofficer 1890 och kommendör i Frälsningsarmén 1919. Inom Frälsningsarmén arbetade han bland som ledare i flera länder: i Finland (1912–1918 och 1927–1928), Ryssland (1918), Tjeckoslovakien (1919–1921), Sydamerika (1922–1926 ), Norge (1928–1935) och i Sverige (1935–1945). Han var även en flitig sångdiktare och översättare av sånger.
År 1936 beslutade Sveriges Radio att ge andra samfund än Svenska kyrkan möjlighet att hålla morgonandakter i radiosändningarna, och Larsson var en av de första att utnyttja detta.
Karl Larsson var farfar till Frälsningsarméns 17:e general (världsledare), John Larsson.

## Psalmer
som Larsson skrivit eller översatt till svenska
- Låt mig få höra om Jesus, 1904 översättning till svenska av  Fanny Crosbys engelska text och publicerad i Fribaptistförbundets "Barnatoner" 1922 (nr 127), i Missionsförbundets Svensk söndagsskolsångbok 1929 (nr 59) och i den ekumeniska delen av Frälsningsarméns sångbok, Den svenska psalmboken 1986, Psalmer och Sånger, Segertoner och Cecilia (nr 46).
- Mitt rop nu hör, o Herre kär, översatt från engelska för Frälsningsarméns sångbok (nr 359)
- Himmelsk glädje och musik, översatt från engelska för Frälsningsarméns sångbok (nr 492)
- O Jesus, din kärlek, Frälsningsarméns sångbok (nr 512)
- Fram över berg, över dal, över bölja, Frälsningsarméns sångbok (nr 610)
- O, låt min tro få vingar, översatt från engelska för Frälsningsarméns sångbok (nr 705)

## Om Karl Larsson
I Dagens Nyheter 4 augusti 1945 kunde man läsa följande vers:
Karl Larsson är kommendör till sitt kall.
Han utgör ett ganska fängslande fall.
Han är alldeles ej någon medelmåtta.
Och han föddes i Sandsjö sextioåtta.
Han var först litograf och drog bilder på sten.
Därpå ingick han plötsligt i Frälsningsarmén.
Där steg han till ovanligt höga grader.
Och han tjänade länge sin himmelske fader.
Han ledde armén genom Finland till strid.
Och han kämpade även i Ryssland en tid.
I Norge och Södra Amerika slogs han.
Och till England och Tjeckoslovakien togs han.
Och nu inför avgång i Sverige han står.
Han har här kommenderat i tio år.
Låtom oss delta i avskedskören.
Ty pension i september får kommendören.